# ダックスフォード帝国戦争博物館
ダックスフォード帝国戦争博物館 (Imperial War Museum Duxford) は、イギリスのダックスフォードにある航空博物館・戦争博物館。

## 歴史
第一次世界大戦中、イギリス空軍の基地としてダックスフォード飛行場 (Duxford Aerodrome) が建設された。
第二次世界大戦では、バトル・オブ・ブリテンの基地となり、戦争後期には、アメリカ陸軍航空軍 (USAAF) に供与されドイツへの空爆拠点となった。戦後の1945年12月、イギリス空軍に返還された。
1977年、博物館として開館。飛行場の施設は帝国戦争博物館とケンブリッジシャー州政府の共有となっている。

## 展示
航空機、特に第二次世界大戦時の戦闘機が主だが、戦後の航空機や陸上兵器等もある。敷地内には第二次世界大戦当時の管制塔やハンガーなどが保存されている。
各ハンガーは歴代のイギリスの軍用・民間用の航空機を展示する「British Aircraft collection (Air Space)」、バトル・オブ・ブリテンに参加した航空機に焦点を絞った「Battle of Britain Exhibition」、海軍航空機を扱った「Naval Collection」などの展示に充てられている。
陸戦館（Land Warfare Hall）では戦車・大砲・軍用車両や写真記録などを展示しており、ノルマンディー上陸作戦を再現した「Normandy Experience」、日本とのビルマ戦線や太平洋戦線を再現する「'The Forgotten War' Exhibition」など、第一次世界大戦から湾岸戦争までのイギリス軍が関与した戦争に関するセクションに分かれている。

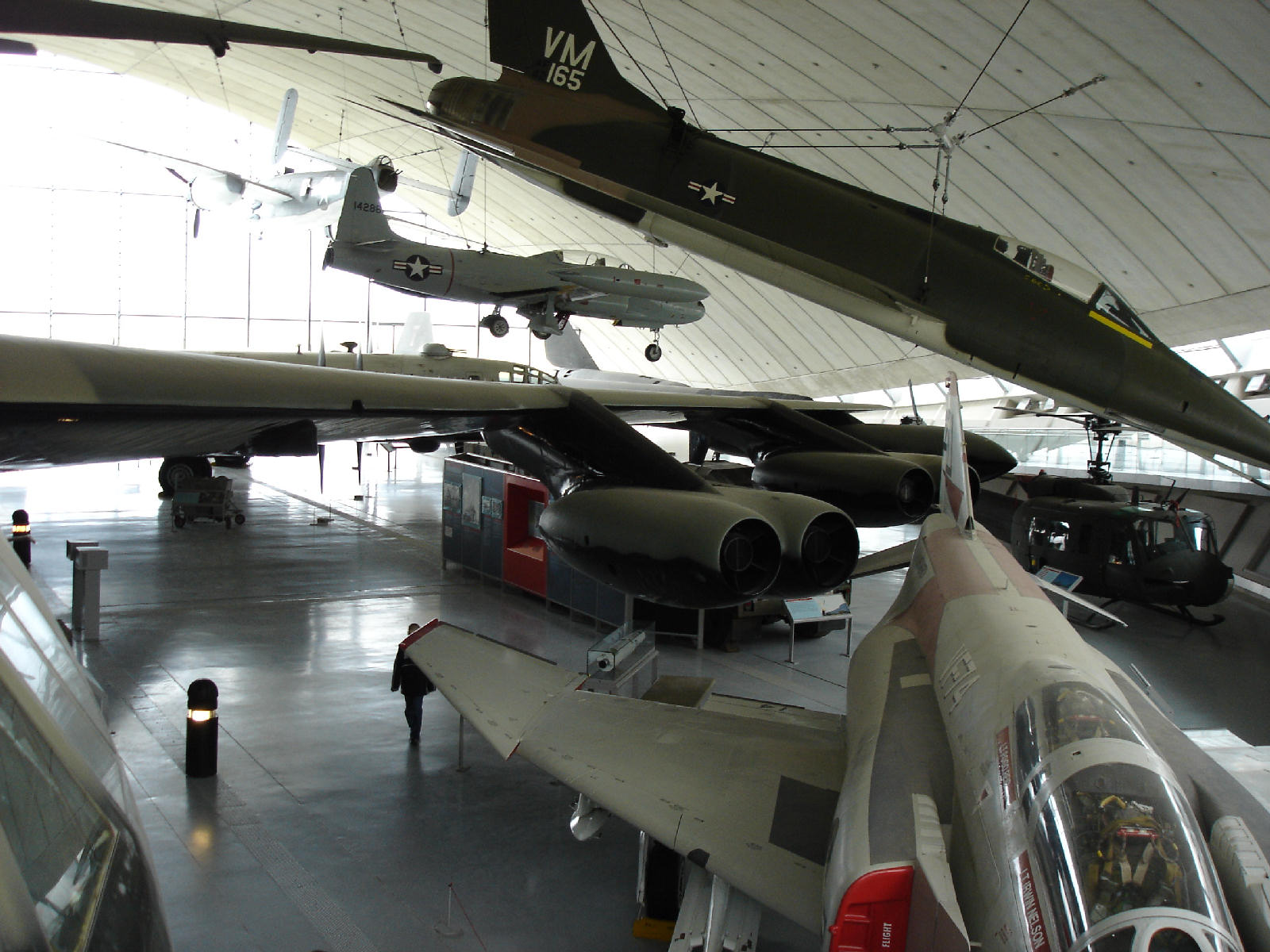
在英アメリカ航空博物館の館内展示

1997年にノーマン・フォスターの設計により開館した在英アメリカ航空博物館 (The American Air Museum In Britain) はイギリスを拠点にした空戦で命を落としたアメリカ航空兵3万人を記念し開設されたもので、戦間期の複葉機や練習機、B-29やB-52などの大型機、アメリカ国外で唯一ここに展示されているSR-71をはじめアメリカ空軍機も多く展示されており、アメリカ国外で最も多くアメリカの軍用機を保有している。
少なからぬ航空機が動態保存されており、飛行可能である。